# Osman Arpacıoğlu
Osman Örcün Arpacıoğlu (* 5. Januar 1947 in Ankara; † 5. Dezember 2021 in Izmir) war ein türkischer Fußballspieler. Er gilt als legendärer Fußballspieler der Vereinsgeschichten vom Fenerbahçe Istanbul und Mersin İdman Yurdu.

## Leben
Arpacıoğlu kam 1947 als Sohn eines Rechtsanwalts im zentralanatolischen Ankara auf die Welt. In seinem fünften Lebensalter zog es seinem Vater beruflich in die türkische Schwarzmeerregion nach Samsun, deswegen verbrachte er seine Kindheit mit seinen drei Geschwistern dort. Dort besuchte er die Grund- und Mittelschule. Während seiner Jugendzeit begann er auch dort mit dem Fußballspielen und in dieser Zeit verstarb sein Vater.
Aufgrund seiner Fußballkarriere kehrte Arpacıoğlu nach Ankara zurück und ging neben dessen auf das Gymnasium des Yıldırım Beyazıt Lisesi. Nach einem Jahr wechselte er seinen Fußballverein und somit in die türkische Mittelmeerregion nach Mersin. Die letzten zwei Schuljahre bis zu seinem Schulabschluss pendelte er zwischen Zentralanatolien und der türkischen Mittelmeerregion. Daneben gewann er mit der Schulfußballmannschaft die gymnasialen Fußball-Schullandesmeisterschaft der Türkei.

## Karriere
Durch seine fußballerischen Stürmer-Leistungen gehörte Arpacıoğlu in der höchsten türkischen Ligaprofispielklasse in den anfänglichen 1970er-Jahren bis 1975 regelmäßig zu den fünf besten Torschützen der Erstligasaisons an. Wofür er Mitte Oktober 1972 vom ehemaligen Fußballspieler und Hürriyet-Kolumnisten Gündüz Kılıç erstmals den Spitznamen „Bay Gol“ (deutsch Herr Tor) erhielt. Er trug mit erzielten 85 Toren in 200 Spieleinsätzen für den Fenerbahçe zu mehreren Titelsiegen bei, somit gilt er zu den Fußballlegenden des Vereins. Deswegen lauteten weitere Spitznamen seiner Zeit unter anderem „Osmanbahçe“ eine Wortschöpfung aus seinem Vornamen und einem Teil aus dem Vereinsteamnamen „Fenerbahçe“; auch „Osmanlı İmparatorluğu“ (deutsch Osmanisches Reich).

### Vereine

#### Anfänge und Mersin İdman Yurdu
Arpacıoğlu begann 1963 seine Fußball-Amateurkarriere in Samsun beim Akınspor und Yolspor. Nach seinen Leistungen in der Saison 1964/65 der türkischen Fußball-Amateurmeisterschaft wurde der Ankaraner Fußballverein und Erstligist Hacettepe GK auf ihn aufmerksam und verpflichteten ihn zur Saison 1965/66, wo er später im März 1966 mit 19 Jahren sein Ligaprofidebüt gab. Er erreichte mit den Ankaranern als Viertletzter der Ligasaison knapp den Klassenerhalt. Nach seinem einzigen Ligaeinsatz für den Hacettepe GK wechselte Arpacıoğlu zur Folgesaison 1966/67 vorerst zum türkischen Zweitligisten Petrolspor Kulübü. Woraufhin sich ein Freund von ihm meldete und ihn überredete zu seinem ambitionierten Zweitliga-Verein und Aufstiegsaspiranten Mersin İdman Yurdu (MİY) zu wechseln, somit zerschlug sich der Transfer zum Petrolspor Kulübü.
In seiner ersten Saison für den MİY führte Arpacıoğlu als offensiver Leistungsträger mit erzielten 23 Toren in 29 Ligaspieleinsätzen seine Mannschaft zur Staffelmeisterschaft der Gruppe Rot in der türkischen 2. Fußballliga, womit er seinen fußballerischen Profikarriere-Durchbruch erlangte. Damit führte er den MİY erstmals in ihrer Vereinsgeschichte in die höchste türkische Ligaprofispielklasse. Darüber hinaus trug er im Juni 1967 im Meisterschaftsentscheidungsspiel gegen den anderen Staffelmeister um die Zweitliga-Gesamtmeisterschaft mit einem Tor zum 2:0-(Meister-)Sieg bei und damit qualifizierten sie sich für den türkischen Premierminister-Pokalendspiel 1967. Dort trug Arpacıoğlu erneut mit einem Tor zum 2:0-(Pokal-)Sieg bei und dies war der erste Pokalwettbewerbendsieg in der Mersin-İdman-Yurdu-Historie.
In der türkischen Erstligasaison 1967/68 trug er als offensiver Leistungsträger mit erzielten 18 Ligatoren zu mehreren Punktgewinnen bei und wurde gemeinsam mit Metin Oktay zweiterfolgreichster Torschütze der Ligasaison. Damit sicherte Arpacıoğlu seiner Mannschaft den Klassenerhalt, wobei sein ehemaliger Verein Hacettepe GK abstieg. In den nächsten beiden Saisons half er mit seinen Toren seinem Verein bei unten den Top-6-Mannschaften der Liga zu etablieren. In seiner letzten Saison 1970/71 für die MİY war er mit erzielten 14 Ligatoren erneut zweiterfolgreichster Torschütze der Liga und war mehr als an der Hälfte der Ligasaisontoren von der Mersin İdman Yurdu beteiligt. Für Mersin İdman Yurdu absolvierte Arpacıoğlu in fünf Saisons 153 Pflichtspiele, bestehend aus Liga- und sonstigen Pokalspielen, und erzielte dabei 79 Tore. Dadurch ist er unter anderem der erfolgreichste Erstliga-Torschütze in der Vereinsgeschichte von Mersin İdman Yurdu. Daneben war Arpacıoğlu der erste Fußballspieler der bei MİY zum türkischen A-Nationalspieler aufstieg.

#### Fenerbahçe und Balıkesirspor
Seine MİY-Leistungen weckten bei den Istanbuler Klubs Interesse. Woraufhin der Fenerbahçe Istanbul ihn Anfang Juli 1971 verpflichtete. In seiner ersten Saison 1971/72 für den Fenerbahçe wurde er auf Anhieb mannschaftsintern der Torschützenkönig und gab im September 1971 in der ersten Auflage des UEFA-Pokals sein Europapokaldebüt. Seine Ligasaison 1972/73 eröffnete Arpacıoğlu am ersten Spieltag mit einem Quattrick, womit er seine Mannschaft zum 4:0-Sieg über Adanaspor führte. Im weiteren Ligasaisonverlauf erzielte Arpacıoğlu weitere zwölf Tore und nach Anfang April 1973 bei verbliebenen restlichen sieben Spieltagen kam er  zu keinem weiteren Ligaeinsatz, trotz dessen wurde er am Saisonende nicht eingeholt und wurde erstmals in seiner Karriere türkischer Erstliga-Torschützenkönig.
In den nächsten zwei Spielzeiten 1973/74 und 1974/75 trug Arpacıoğlu mit seinem fußballerischen Sturmpartner Cemil Turan als offensive Leistungsträger Fenerbahçe zu zwei türkischen Fußballmeisterschaften bei. Womit sie den Fenerbahçe zum siebten und achten Meistertitel der höchsten türkischen Ligaprofispielklasse führten und wurden damit alleiniger türkischer Rekord-Profimeister. Darüber hinaus führte er mit seinem Sturmpartner Turan mit ihren erzielten Toren Fenerbahçe zum türkischen Pokalsieg 1974 und zum türkischen Präsidenten-Pokalsieg 1975. In seinen letzten zwei Spielzeiten 1975/76 und 1976/77 für den Fenerbahçe kam er zu wenigeren Einsätzen, weil Arpacıoğlu unter anderem zwischen den beiden Spielzeiten seinen Militärdienst ableistete. Womit er mit der Zeit seinen Stammplatz an seine Mannschaftskollegen verlor.
Zum Abschluss seiner Karriere wechselte Arpacıoğlu 1977 zum türkischen Zweitligisten Balıkesirspor und spielte zwei Saisons dort, wo er in der Schlussphase der Saison 1977/78 mit einem Tor zum Klassenerhalt beitrug. Später im Juni 1980 beendete Arpacıoğlu mit einem Abschiedsspiel zwischen Balıkesirspor und Fenerbahçe Istanbul seine aktive Fußballspieler-Karriere.

### Nationalmannschaft
Aufgrund seiner Leistungen in der türkischen Fußball-Amateurmeisterschaft 1964/65 wurde Arpacıoğlu erstmals für die türkischen Nationalmannschaften nominiert und zwar für die U18-Junioren. Anschließend kam er im Februar 1965 zu seinem U-Länderspieldebüt. Mit der türkischen U23-Jugendauswahl (Ümit Milli Takım – Türkei U23) nahm er im Juni 1970 am Balkan-Pokalturnier für Jugend-Nationalmannschaften teil und kam zu zwei weiteren U-Länderspieleinsätzen.
Arpacıoğlu spielte bereits seit 1968 erstmals für die türkische höchste bzw. A-Nationalmannschaft und kam bis Dezember 1974 zu insgesamt 13 A-Länderspieleinsätzen. Zwischen 1971 und 1974 nahm er mit der türkischen A-Auswahl an mehreren erfolglosen Qualifikationen zur Europameisterschaft 1972, 1976 und zur Weltmeisterschaft 1974 teil und erzielte dabei zwei Tore. Sein drittes und letztes A-Länderspieltor erzielte Arpacıoğlu im Februar 1973 gegen Algerien, welches als das 200. türkische A-Länderspieltor in die Geschichte der Türkischen Fußball Föderation (TFF) einging.

## Erfolge
- Samsun Yolspor
  - Vizemeister der türkischen Fußball-Amateurmeisterschaft: 1965[3]

- Mersin İdman Yurdu
  - Staffel- und Gesamtmeister der Türkiye 2. Futbol Ligi: 1966/67
  - Pokalsieger des Başbakanlık Kupası: 1967[24]

- Fenerbahçe Istanbul
  - Pokalsieger des Başbakanlık Kupası: 1973 (ohne Einsatz)
  - Pokalsieger des Istanbuler TSYD Kupası: 1973, 1975
  - Türkischer Pokalsieger: 1973/74
  - Türkischer Meister der Süper Lig (ehemals Türkiye 1. Ligi): 1973/74, 1974/75
  - Pokalsieger des Cumhurbaşkanlığı Kupası: 1973 (ohne Einsatz), 1975

- Individuell
  - Torschützenkönig …
    - … der türkischen Zweitliga (Türkiye 2. Futbol Ligi): 1966/67[17]
    - … der türkischen Erstliga (Türkiye 1. Ligi): 1972/73[5]

  - Mitglied des Klubs der 100er der Süper Lig

## Trivia
Arpacıoğlu hatte während seiner Fußballspieler-Karriere einen Cameoauftritt im türkischen Spielfilm „Salak Milyoner – Köyden İndim Şehire“, welches 1974 veröffentlicht wurde.